# Alfonso V de León
Alfonso V de León, llamado el Noble o el de los Buenos Fueros (c. 994-Viseo, 7 de agosto de 1028), fue rey de León desde 999 hasta su muerte. Hijo de Bermudo II y Elvira García.
A los cinco años, sucedió a su padre bajo la tutela de su madre y el conde Menendo González, quien lo crio en Galicia y fue su "vicario y ayo nutricio." En 1008, llegó a la mayoría de edad y heredó un reino inestable. Su madre mantuvo buenas relaciones con Castilla hasta que una rebelión y la enemistad con el conde Sancho rompieron la concordia y llevaron a la retirada de la reina madre a Oviedo, donde murió ese mismo año. Alfonso reforzó el dominio leonés y arrebató tierras occidentales a Castilla en 1017 después de la muerte de Sancho. Buscó reorganizar la administración y crear un marco jurídico nuevo a través del Fuero de León, un conjunto de preceptos decretados en 1017 en una reunión de la curia regia.
Durante sus veinte años de reinado, Alfonso se dedicó a reconstruir y reorganizar el reino dañado por las campañas de Almanzor y su hijo, y reconstruyó la ciudad de León. Sin embargo, su fallecimiento desencadenó un nuevo periodo de turbulencias impulsado por el reino vecino de Navarra.
Alfonso V murió de un flechazo en 1028, sucedido por su hijo Bermudo III, de once años, bajo tutela de su madre Urraca.

## Reinado

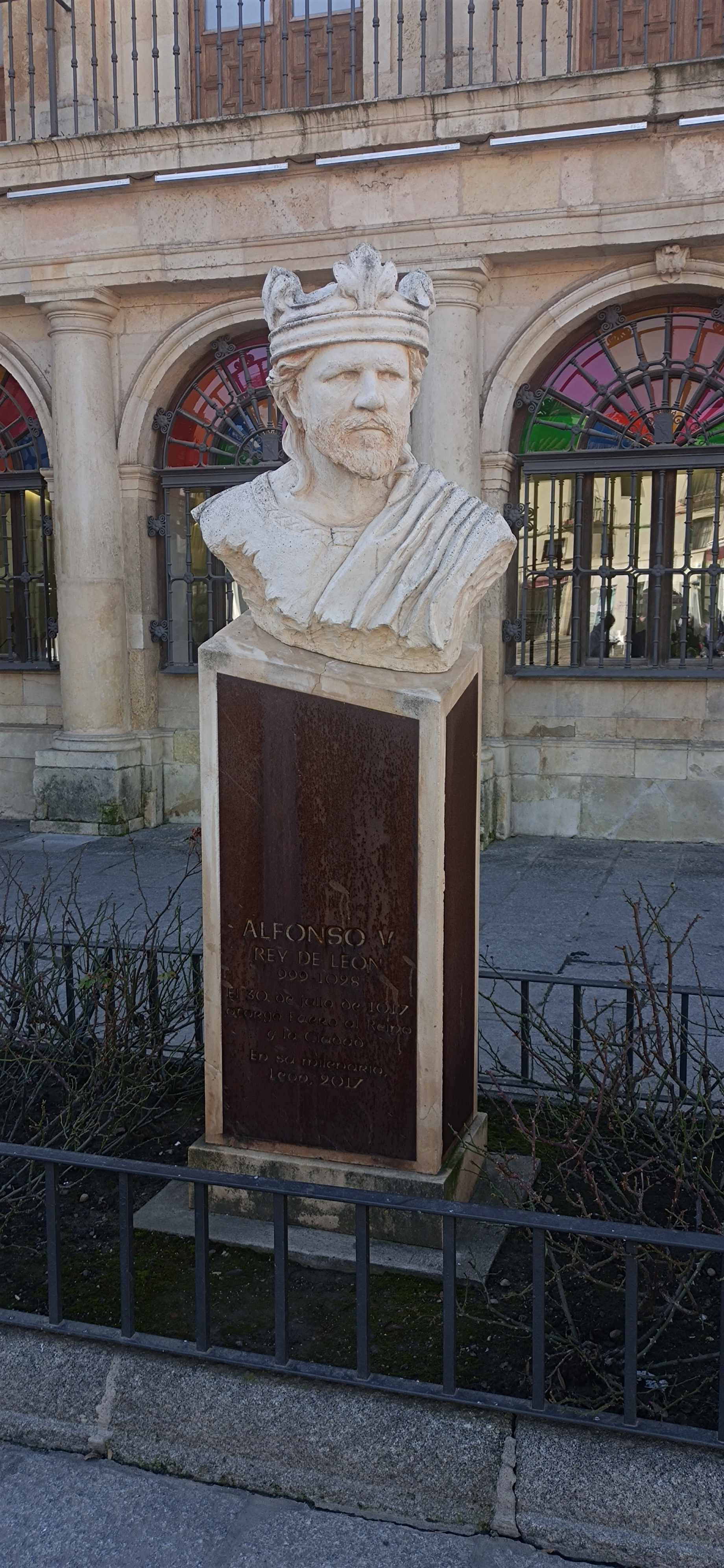
Busto de Alfonso V en la plaza de San Marcelo, en León

Sucedió a su padre Bermudo II a la edad de cinco años, quedando bajo la tutela de su madre Elvira García —hermana del conde de Castilla Sancho García— y de su ayo, el conde Menendo González, hijo de Gonzalo Menéndez, quien se encargó de su crianza en Galicia, según lo recordará el rey Alfonso años más tarde cuando se refiere a él como «Menendo, duque de Galicia, que era mi vicario y mi ayo nutricio». La mayoría de los documentos de Alfonso durante los primeros años de su reinado los otorgó estando en Galicia. Uno de los hijos de su ayo, Ramiro Menéndez, fue su armiger regis.
Alfonso V llegó a la mayoría de edad en el año 1008, con catorce años, heredando un reino lleno de inestabilidad política. Ese mismo año falleció su ayo, Menendo González, y el hijo de Almanzor, Abd al-Málik al-Muzáffar. Su madre Elvira García, hasta entonces regente, garantizó durante algunos años más las buenas relaciones con Castilla. La rebelión de un Banu Gómez, amparado por el conde Sancho, acabó con esta concordia en el 1014. La enemistad del rey y el conde hizo que sus cortes se convirtiesen en refugio de desafectos del contrario. La ruptura con Sancho, que falleció el 14 de marzo de 1017, motivó que la reina madre, Elvira, se retirase a Oviedo, donde falleció ese mismo año. El rey reforzó el dominio leonés del condado castellano y le arrebató sus tierras más occidentales, entre los ríos Cea y Pisuerga (aproximadamente, la moderna provincia de Palencia) en 1017, al morir el conde Sancho. El difunto conde se había apoderado de ellas durante la minoría de edad de Alfonso.
Alfonso V quería dar un giro a la administración y para eso necesita primero un nuevo marco jurídico. Así, en 1017, en una reunión de la curia regia, se promulgó el Fuero de León, que se ha calificado como la sanción jurídica del feudalismo leonés. Con ella se buscaba poner fin a los desórdenes de la etapa anterior y recuperar el poder real. Reciben el nombre de «Fuero de León» un conjunto de preceptos decretados por el rey de León Alfonso V en un concilium reunido en la catedral de León en el año 1017. A estos veinte preceptos se les añadieron otros veintiocho que regulaban la vida local en la ciudad de León. Los veinte años de reinado de Alfonso los dedicó esencialmente a reorganizar y reconstruir el reino y la ciudad de León, muy perjudicados por las campañas de Almanzor y de su hijo de finales del siglo X y principios del XI. Parece que logró restablecer temporalmente el orden en el reino, pero su fallecimiento desencadenó un nuevo periodo de turbulencias, atizadas esta vez por el vecino reino de Navarra.
Falleció sitiando la plaza de Viseo, en Portugal, el 7 de agosto de 1028, de un flechazo. Le sucedió su hijo Bermudo III, aún menor de edad pues contaba once años, que quedó tutelado por su madrastra, la reina Urraca.

## Sepultura
Su cadáver fue llevado a la ciudad de León y sepultado en el panteón de reyes de San Isidoro de León, en compañía de sus padres. El sepulcro de piedra en el que fue depositado el cadáver del rey se conserva en la actualidad y en su cubierta aparece esculpida la siguiente inscripción latina:

H. IACET ADEFONSUS QUI POPVLATIT LEGIONEM...ET DEDIT BONOS FOROS ET FECIT/ECCLESIAM HANC LVTO ET LATERE. HABVIT PRAELIA CUM/SARRACENIS, ET INTERFECTUS,EST SAGITTA APUD VISEUM/PORTUGAL FUIT FILIUS VEREMUNDI ORDONII/OBIIT ERA M SEXAGESIMA QUINTA III NAS M.

## Matrimonios y descendencia
Se casó por primera vez en el año 1013 con Elvira Menéndez, hija de su ayo el conde Menendo y de su esposa Muniadona, nieta por parte paterna del conde Gonzalo Menéndez «dux magnus de Portugal» y de la condesa Ilduara Peláez. Nacieron dos hijos de este matrimonio:
- Bermudo III de León (1017-1037), rey de León desde el año 1028 al 1037.[19]
- Sancha de León (1016-1067), esposa del rey Fernando I de León —último conde de Castilla—, hijo de Sancho Garcés III de Pamplona.[22]

Elvira falleció el 2 de diciembre de 1022. El año siguiente Alfonso contrajo un segundo matrimonio, entre mayo y antes del 13 de noviembre de 1023, con Urraca Garcés, hija del rey García Sánchez II de Pamplona, y hermana del rey Sancho el Mayor, a pesar de los lazos de consanguinidad ya que ambos eran descendientes del conde Fernán González. De este segundo matrimonio nació: 
- Jimena Alfonso. Según algunos autores contrajo matrimonio con el conde Fernando Gundemáriz, hijo de Gundemaro Pinióliz basándose en una donación que este realizó con su madre que fue confirmada por Xemena Adefonsi regis filia y que este matrimonio, el de Fernando y la infanta Jimena, fueron los padres de una hija, posiblemente llamada Cristina, que fue la madre de Jimena Díaz, la esposa de Rodrigo Díaz de Vivar.[25]  Sin embargo, consta en un diploma portugués datado en 1045 que la esposa de Fernando Gundemáriz fue Muniadona Ordóñez, hija de Ordoño Ramírez  —bisnieto del conde Gonzalo Menéndez— y de su esposa Elvira.[26][27][28]

| Predecesor: Bermudo II | Rey de León 999-1028 | Sucesor: Bermudo III |